# Sholom Dovber Schneerson
El rabí Sholom Dovber Schneerson (en hebreu: שלום דובער שניאורסון) també anomenat Rebe Raixab (en hebreu: רבי רש"ב) (nascut a Lyubavichi, óblast de Smolensk, 24 d'octubre de 1860 - mort el 21 de març de 1920) va ser el cinquè rabí de la dinastia hassídica del moviment Habad Lubavitx.
El rebe va néixer el 20 d'Heixvan de l'any 5620 (1860). A l'edat de 22 anys el seu pare, el quart rabí de la dinastia, va morir deixant el lideratge en mans dels seus dos fills, durant deu anys els dos van compartir certes responsabilitats, finalment en arribar el dia de Roix ha-Xanà de l'any 5653 (1892) el rabí Sholom va prendre el control del moviment.
El 1897, el dia 15 del mes d'Elul el Rebe va fundar la ieixivà Tomchei Tmimim, que va esdevenir el principal centre d'estudis del moviment jabad. Al llarg de la seva vida va ser un gran opositor del moviment sionista.
El 1915, degut a l'esclat de la Primera Guerra Mundial, el rebe va deixar la vila de Lyubavichi. El rabí Sholom se'n va anar a viure amb la seva família a la ciutat de Rostov. Finalment, el Rebe va morir el dia 2 de Nissan de 1920, deixant al capdavant del moviment jasídic al seu únic fill, el rabí Yosef Yitzchak Schneerson.
Va ser sebollit al cementiri jueu de Rostov del Don.

## Obra
És conegut com el Maimònides de Jabad, per la seva manera sistemàtica i enciclopèdica d'escriure assajos, entre les obres més populars hi ha:
- Sefer Hamamarim: Llibre dels discursos: Amb 29 toms, un per cada any de lideratge, ressaltant els compilats des de l'any 5666 (Samej Vov) i el compilat de l'any 5672 (Ain Beis)
- Kuntres Humaion: Assaig del brollador: Aquest treball posa èmfasi sobre l'auto-transformació i l'autocontrol.
- Kuntres HaAboda: Obra que tracta sobre la preparació, i la concentració necessària per resar.
- Kuntres HaTefila: Obra que tracta sobre com pregar correctament.
- Maamar Hajoltzu: Obra que tracta sobre l'amor al proïsme.